# Brian Tyree Henry
Brian Tyree Henry je američki glumac. Njegove televizijske uloge uključuju Alfreda "Paper Boia" Milesa u seriji Atlanta te Travisa Browna u seriji Vice Principals. Henry je također bio član originalne postave serije The Book of Mormon. U veljači 2017. Henry je nastupio u gostujućoj ulozi u NBC-jevoj seriji This Is Us u epizodi Memphis kao Williamov rođak. Za nastup u toj epizodi, Henry je nominiran za prestižnu televizijsku nagradu Emmy u kategoriji najboljeg gostujućeg glumca.
Rodom iz Fayettevillea (država Sjeverna Karolina), Henry je pohađao koledž Morehouse i s ekonomije se prebacio na glumu u ranim 2000-im godinama. Zaljubio se u grad, njegovu zajednicu i kreativnu energiju. Kasnije se vratio u glavni grad države Georgia (Atlantu) kako bi glumio Alfreda Milesa (poznatijeg pod nadimkom "Paper Boi") u FX-ovoj televizijskoj seriji Atlanta.
Henry je diplomirao na koledžu Morehouse, a također je završio i dramsku školu na sveučilištu Yale.

## Vanjske poveznice
- Brian Tyree Henry u internetskoj bazi filmova IMDb-u (engl.)